# Myriam Knieper
Myriam Knieper (* 18. September 1968) ist eine ehemalige deutsche Fußballspielerin, die für den TSV Siegen spielte.

## Karriere
Myriam Knieper, die bis 1987 für den SV Brackel 06 spielte, kam von 1988 bis 1991 für den TSV Siegen als Stürmerin zum Einsatz. Ihre Premierensaison fand seinerzeit noch in der 1985 gegründeten Regionalliga West statt. Als Meister dieser Spielklasse war ihr Verein als Teilnehmer an der Endrunde um die Deutsche Meisterschaft 1989 qualifiziert. Das Aus ereilte die Mannschaft im Viertelfinale, das nach Hin- und Rückspiel torlos geblieben war und erst mit 6:5 im Elfmeterschießen zugunsten des TuS Ahrbach einen Sieger fand. Im Wettbewerb um den erstmals zur Saison 1980/81 ausgespielten DFB-Pokal lief es dann besser. Am 24. Juni 1989 wurde das Finale im Berliner Olympiastadion erreicht, das vor 10.000 Zuschauern – als Vorspiel zum Männerfinale – gegen den FSV Frankfurt mit 5:1 gewonnen wurde.
Am Saisonende 1989/90 wiederholte ihr Verein die Meisterschaft in der Regionalliga West und nahm nicht nur erneut an der Endrunde um die Deutsche Meisterschaft teil, sondern war für die ab der Saison 1990/91 gegründeten zweigleisigen Bundesliga qualifiziert. Am 24. Juni 1990 wurde vor 3.700 Zuschauern im Siegener Leimbachstadion die SSG 09 Bergisch Gladbach mit 3:0 bezwungen und damit die Meisterschaft errungen. Im Wettbewerb um den nationalen Pokal unterlag ihr Verein bereits im Achtelfinal-Wiederholungsspiel mit 3:5 im Elfmeterschießen dem FC Bayern München. Nachdem ihr Verein als Sieger der Gruppe Nord der Bundesliga hervorgegangen war, traf man am 16. Juni 1991 im Finale auf den FSV Frankfurt, der im Siegener Leimbachstadion vor 4.500 Zuschauern mit 4:2 besiegt werden konnte. Am 22. Juni 1991 stand sie mit ihrer Mannschaft erneut im Pokalfinale in Berlin – und unterlag als hoher Favorit dem Zweitligameister Grün-Weiß Brauweiler mit 0:1.

## Erfolge
- Deutscher Meister 1990
- DFB-Pokal-Sieger 1989, -Finalist 1991

## Sonstiges
Die während ihrer Fußballerkarriere bereits hauptberuflich als Arzthelferin tätige Knieper verfolgte ihre Medizinische Karriere weiterhin und ist nach ihrer Fachausbildung zur Fachärztin für Innere Medizin (Fachgebiet Gastroenterologie und Ernährungsmedizin) als Leitende Oberärztin am Malteser Krankenhaus St. Franziskus Hospital in Flensburg tätig.